# 阿塞里諾克斯

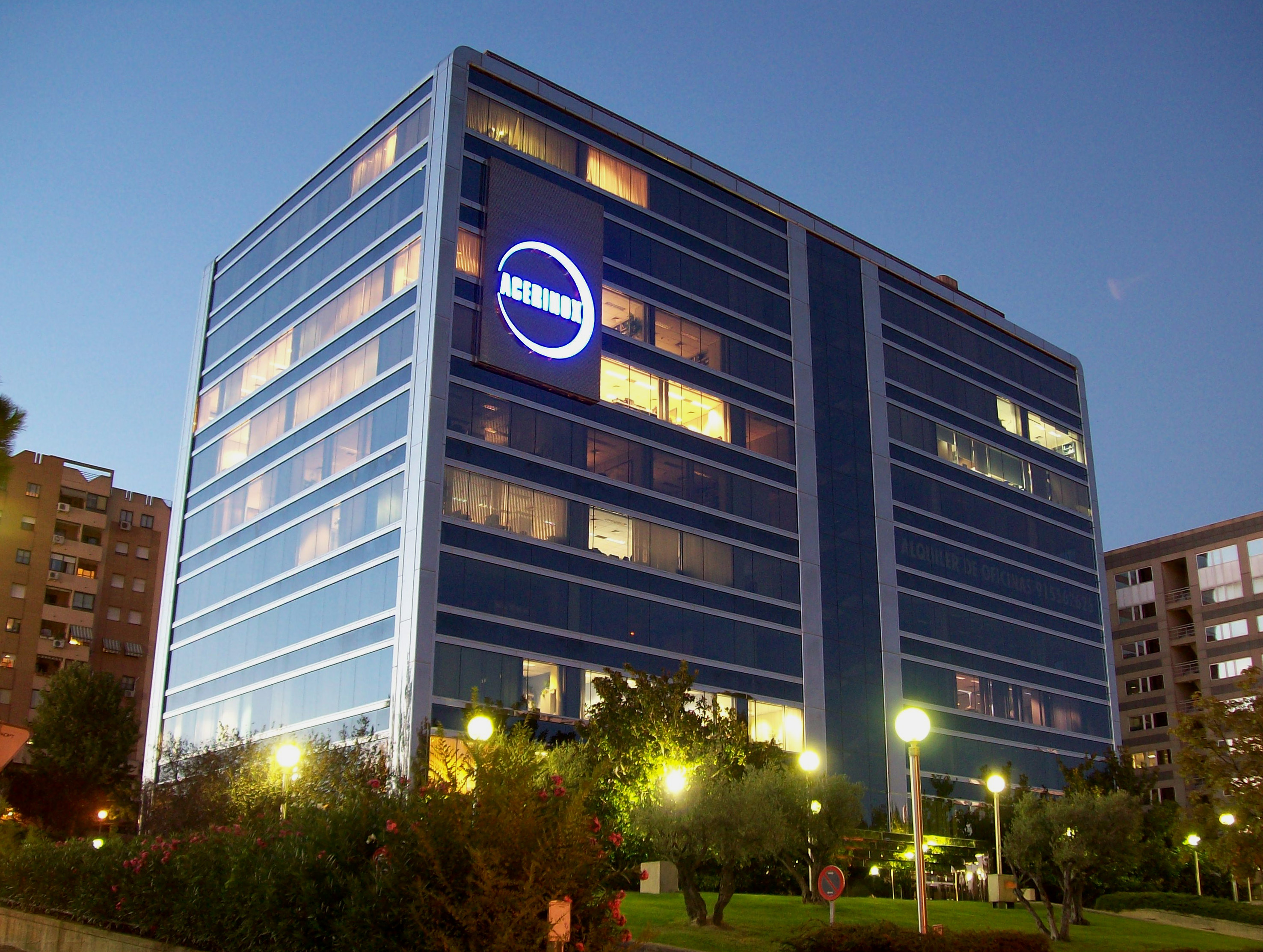
馬德里總部

阿塞里諾克斯（Acerinox, S.A.，西班牙語發音：[aθeɾiˈnoks]）是一家總部位於西班牙馬德里的不鏽鋼生產公司。成立於1970年，最初接受日本公司日新製鋼的技術援助。2010年4月日新製鋼仍持有該公司15%的股份。 該公司是世界上最大的不鏽鋼生產商之一。

## 事故
1998年，阿塞里諾克斯位於洛斯巴里奧斯的工廠融掉了廢金屬中的一顆膠囊大小的銫-137， 輻射散入大氣層傳遍了整個歐洲，法、德、意和瑞士的核能機構都檢測到大氣中的電離輻射超過2400貝可勒爾，這是正常情況下的1000倍。 該公司位於韋爾瓦和巴達霍斯的工廠也受到了從洛斯巴里奧斯運送過去的污染物的影響。 在清潔期間，約有7000公噸的放射性廢料被傾斜在了韋爾瓦。 最終工廠因停產損失2000萬美元，清潔和儲存肥料又各花去300萬美元。

## 外部連結
维基共享资源上的相關多媒體資源：阿塞里諾克斯
- 官方网站